# Craig Shoemaker

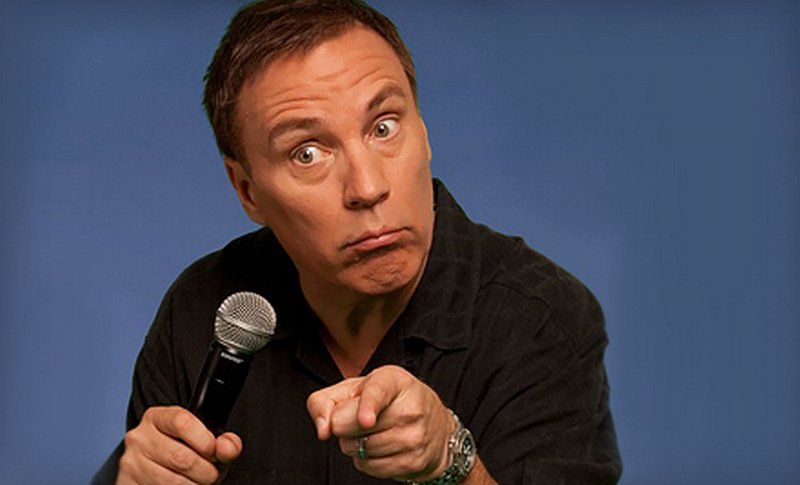
Shoemaker, 2011

Craig Shoemaker (* 15. November 1958 in Philadelphia, Pennsylvania) ist ein US-amerikanischer Komiker und Schauspieler, der neben seinen eigenen Stand-up-Comedy-Shows in einer Reihe von Spielfilmen und TV-Serien mitwirkte.

## Leben
Shoemaker besuchte erst die Temple University in Philadelphia, später die California University of Pennsylvania, wo er mit einem Bachelor of Arts abschloss. Seit den 1980er Jahren ist Shoemaker als Stand-Up-Comedian und als Filmschauspieler in kleinen Nebenrollen zu sehen. 1997 gewann er den American Comedy Award in der Kategorie Best Male Standup Comic. Im selben Jahr erschien ein Film zu seinem Programm The Lovemaster. 2012 wurde seine Stand-Up-Show Daditude auf Netflix und Showtime ausgestrahlt.
Shoemaker war von 1992 bis 1994 mit der Schauspielerin Nancy Allen verheiratet.

## Filmografie (Auswahl)
- 1984: Simon & Simon (Fernsehserie, eine Folge)
- 1990: Matlock (Fernsehserie, 2 Folgen)
- 1993: Rosen sind tot (Acting on Impulse)
- 1997: The Lovemaster
- 1997: Scream 2
- 1998: Pleasantville – Zu schön, um wahr zu sein (Pleasantville)
- 2008: Dark Honeymoon
- 2012: Daditude
- 2013: Reich und Schön (The Bold and the Beautiful, Fernsehserie, 4 Folgen)
- 2013: Parks and Recreation (Fernsehserie, 2 Folgen)
- 2016: Middle Man

## Bücher
- What You Have Now ... What Your Daddy Had Then.(mit Sarah Kushner -Illustratorin)  Bennett/Novak and Company, Inc. 2002, ISBN 978-0-9713454-0-9
- What You Have Now ... What Your Mommy Had Then. (mit Sarah Kushner -Illustratorin) Bennett/Novak and Company, Inc. 2004, ISBN 978-0-9713454-2-3
- Lovemaster'd: A Digital Journey to Love and Happiness. FriesenPress, Victoria, BC 2014, ISBN 978-1-4602-4459-3.